# Albatros L.59
Pour les articles homonymes, voir L.59.
Les Albatros L 59 et L 60 sont des avions de sport allemands de l'entre-deux-guerres. Il s'agit dans les deux cas de monoplans en bois à aile basse cantilever et train fixe caréné.

## Albatros L.59
Version monoplace, 1 seul exemplaire fut construit [D-632] en 1923. 

## Albatros L.60
Version biplace, trois exemplaires connus [D-314/406/438]. 